# شاين بريانت
شاين بريانت (بالإنجليزية: Shane Briant)‏ هو ممثل أسترالي، ولد في 17 أغسطس 1946 بلندن في المملكة المتحدة.

## وصلات خارجية
- شاين بريانت على موقع IMDb (الإنجليزية)
- شاين بريانت على موقع ألو سيني (الفرنسية)
- شاين بريانت على موقع أول موفي (الإنجليزية)
- شاين بريانت على موقع قاعدة بيانات الأفلام السويدية (السويدية)
- شاين بريانت على موقع قاعدة بيانات الفيلم (الإنجليزية)
- شاين بريانت على موقع كينوبويسك (الروسية)